# Zubole
Zubole [zuˈbɔlɛ] est un village polonais de la gmina de Trzcianne dans le powiat de Mońki et dans la voïvodie de Podlachie. Il se situe à environ 3 kilomètres au nord-ouest de Trzcianne, à 11 kilomètres au sud-ouest de Mońki et à 43 kilomètres au nord-ouest de Bialystok.

## Histoire
Selon le recenssement de la commune de 1921, ont habité dans le village 450 personnes, dont 428 étaient catholiques, 1 orthodoxes, et 21 judaïques. Parallèlement, 428 habitants ont déclaré avoir la nationalité polonaise, 14 la nationalité juive. Dans le village, il y avait 81 bâtiments habitables.
Lors de la Seconde Guerre mondiale, des exécutions de masse sont perpétrées par les Allemands. Du 28 juin au 1er juillet 1941, 600 Juifs du village voisin de Trzcianne sont assassinés.